# Montevallo
Montevallo is een plaats (city) in de Amerikaanse staat Alabama, en valt bestuurlijk gezien onder Shelby County.

## Demografie
Bij de volkstelling in 2000 werd het aantal inwoners vastgesteld op 4825.
In 2006 is het aantal inwoners door het United States Census Bureau geschat op 5201, een stijging van 376 (7,8%).

## Geografie
Volgens het United States Census Bureau beslaat de plaats een oppervlakte van
19,7 km², waarvan 19,6 km² land en 0,1 km² water. Montevallo ligt op ongeveer 125 m boven zeeniveau.

## Plaatsen in de nabije omgeving
De onderstaande figuur toont de plaatsen in een straal van 24 km rond Montevallo.